# بردفورد، ورمونت
بردفورد (به انگلیسی: Bradford) یک منطقهٔ مسکونی در ایالات متحده آمریکا است که در شهرستان اورنج، ورمانت واقع شده‌است.
 بردفورد ۷۷٫۴ کیلومتر مربع مساحت و ۲٬۶۱۹ نفر جمعیت دارد و ۲۶۳ متر بالاتر از سطح دریا واقع شده‌است.